# Mélitée des Grisons
Melitaea asteria
Espèce
Le Mélitée des Grisons (Melitaea  asteria) est une espèce d'insectes lépidoptères (papillons) appartenant à la famille des Nymphalidae et à la sous-famille des Nymphalinae.

## Dénomination
Melitaea asteria a été décrite par Christian Friedrich Freyer en 1828.
Synonymes : Mellicta asteria (Freyer, 1828).

### Noms vernaculaires
La Mélitée des Grisons se nomme en anglais Little Fritillary et en allemand Kleiner Scheckenfalter .

## Description
La Mélitée  des Grisons est une petite Mélitée au dessus marron suffusé de grisâtre à frange entrecoupée, ornementé de deux ou trois bandes de damiers jaune orange et jaune s'il y en a une troisième.
Le revers des antérieures est orange à bordure de damiers blancs, celui des postérieures est à bandes de damiers blanc crème et jaune. Les nervures et les bordures des bandes de damiers sont noires.

## Biologie

### Période de vol et hivernation
Le développement larvaire se fait en deux cycles saisonniers avec deux hivernations.
La Mélitée des Grisons vole une seule génération de début juillet à fin août.

### Plantes hôtes
La plante hôte de sa chenille est un Plantago, Plantago alpina.

## Écologie et distribution
La Mélitée des Grisons est présente en Europe uniquement dans le centre des Alpes, dans les Grisons en Suisse, dans l'Orther en Italie et dans le Tyrol en Autriche,.

### Biotope
C'est un papillon des prairies alpines de 2 100 à 2 400 m.

### Protection
Ne figure pas dans la liste des espèces protégées de la Convention de Berne